# Pelle diamante
Pelle diamante è un singolo della cantante italiana Marcella Bella, pubblicato il 12 febbraio 2025.
Il brano è stato presentato in gara al 75º Festival di Sanremo, dove si è classificato al ventinovesimo ed ultimo posto al termine della manifestazione.

## Tracce
Testi di Marcella Bella, Pasquale Mammaro, Marco Rettani, Senatore Cirenga, musiche di Andrea Simoncini e Senatore Cirenga.
1. Pelle diamante – 2:39

## Formazione
- Marcella Bella – voce
- Luca Chiaravalli – tastiere, chitarre, programmazione
- Fausto Cogliati – tastiere, programmazione

## Classifiche
| Classifica (2025) | Posizione massima |
| ----------------- | ----------------- |
| Italia            | 36                |